# الاحتلال الروسي لمقاطعة زاباروجيا
الاحتلال الروسي لأوبلاست زاباروجيا والاسم الروسي الرسمي لسلطة الاحتلال هو الإدارة العسكرية-المدنية في زاباروجيا (بالروسية: Запорожская военно–гражданская администрация)‏، (بالأوكرانية: Запорізька військово–цивільна адміністрація)‏، هو احتلال عسكري مستمر، بدأ في 24 فبراير 2022، حيث غزت القوات الروسية أوكرانيا وبدأت في الاستيلاء على أجزاء من زاباروجيا أوبلاست. في 26 فبراير، أصبحت مدينة بيرديانسك تحت السيطرة الروسية، تلاها الانتصار الروسي في ميليتوبول في 1 مارس. كما فرضت القوات الروسية حصارًا واستولت على مدينة إنيرهودار، التي تقع فيها محطة زاباروجيا للطاقة النووية، والتي خضعت للسيطرة الروسية في 4 مارس.

## الاحتلال

### بيرديانسك
في 26 فبراير 2022، استولت القوات الروسية على ميناء بيرديانسك ومطار بيرديانسك.  بحلول اليوم التالي، سيطر الجيش الروسي بشكل كامل على المدينة. 
اعتبارًا من 14 مارس،  تم استخدام الميناء كمركز لوجستي من قبل الروس لدعم هجومهم في جنوب أوكرانيا وخاصة حصار ماريوبول. في 21 مارس، ذكرت وسائل الإعلام الروسية زفيزدا وصول وسائل نقل برمائية إلى بيرديانسك. ووصفه ضابط في البحرية الروسية بأنه «حدث تاريخي سيفتح الإمكانيات اللوجستية لأسطول البحر الأسود».

### ميليتوبول
في 1 مارس 2022، بعد فترة وجيزة من الاستيلاء على المدينة، نظم مواطنو ميليتوبول احتجاجًا في الشارع ضد الاحتلال العسكري للمدينة. سار المتظاهرون لصد قافلة من الآليات العسكرية الروسية. 
في 10 مارس، اعتقلت القوات الروسية مديرة متحف ميليتوبول للتاريخ المحلي، ليلى إبراغيموفا من منزلها، وقادتها إلى مكان مجهول. بعد يوم واحد، اختطفت القوات الروسية عمدة ميليتوبول، إيفان فيدوروف، لرفضه التعاون واستمراره في رفع العلم الأوكراني في مكتبه. ولم تعلق السلطات الروسية على اختفاء فيدوروف، لكن مكتب المدعي العام في جمهورية لوغانسك الشعبية المدعومة من روسيا اتهمه بارتكاب «أنشطة إرهابية».
في 12 مارس، صرحت الإدارة الإقليمية لزاباروجيا أوبلاست أن المستشارة السابقة وعضو كتلة المعارضة،  هالينا دانيلشينكو، تم تعيينها كرئيسة للبلدية بالإنابة. وزُعم أن النائب السابق يفهين باليتسكي يسيطر بحكم الأمر الواقع على حكومة المدينة من قبل جهاز الأمن في أوكرانيا.  في غضون ذلك، شارك مئات الأشخاص في احتجاج خارج مبنى بلدية ميليتوبول للمطالبة بالإفراج عن فيدوروف.  ألقي القبض على أولغا جايسوموفا، رئيسة «جمعية مليتوبول الضميرية» غير الحكومية ومنظمة الاحتجاجات المحلية ضد القوات الروسية. في 13 مارس، أعلن مجلس مدينة ميليتوبول أن «قوات الاحتلال التابعة للاتحاد الروسي تحاول بشكل غير قانوني إنشاء إدارة احتلال لمدينة ميليتوبول». ذكرت أوكرانسكا برافدا أن الجيش الروسي اختطف رئيس مجلس مقاطعة ميليتوبول سيرهي بريما وحاول اختطاف أمين مجلس المدينة رومان رومانوف. في غضون ذلك، شوهدت آليات عسكرية روسية تعلن عبر مكبرات الصوت عن حظر التجمعات والتظاهرات، وفرض حظر للتجوال من السادسة مساءً وحتى السادسة صباحًا. في 14 مارس، أفادت أوكرانسكا برافدا أن القوات الروسية منعت احتجاجات جديدة من خلال إغلاق الميدان المركزي في ميليتوبول.  واضافت ان «ناشطين تم اختطافهما ونقلهما في اتجاه مجهول».
في 16 مارس، تم إطلاق سراح فيدوروف من الأسر. وقال بعض المسؤولين الأوكرانيين إنه تم أطلاق سراحه في «عملية خاصة».   لكن مساعدة زيلينسكي الصحفية داريا زاريفنا قالت في وقت لاحق إنه تم تبادل تسعة مجندين روس أسرتهم القوات الأوكرانية.
في 23 مارس 2022، أفاد العمدة فيدوروف أن المدينة كانت تعاني من مشاكل في الغذاء والأدوية وإمدادات الوقود، بينما كان الجيش الروسي يستولي على الشركات، ويخيف السكان المحليين، ويحتجز العديد من الصحفيين.

### إنرهودار
في 4 مارس، وقعت مدينة إنرهودار ومحطة زاباروجيا للطاقة النووية تحت الاحتلال العسكري الروسي.
صرح أولكسندر ستاروخ، محافظ زابوريزهجيا أوبلاست، في 5 مارس، أن القوات الروسية غادرت المدينة بعد نهبها وأن الوضع في المدينة كان تحت سيطرة السلطات المحلية بالكامل. ومع ذلك، نفى أورلوف التقرير وذكر أن القوات الروسية ما زالت تحتل محيط المدينة ومحطة الكهرباء، ولا تزال السلطات المحلية تدير المدينة. أكدت الإدارة العسكرية الأوكرانية للجنوب الشرقي في 7 مارس أن إنرهودار كانت تحت سيطرة القوات الروسية.
في 6 مارس، أصدرت الوكالة الدولية للطاقة الذرية بيانًا قالت فيه إن القوات الروسية تتدخل في عمليات محطة الطاقة، مشيرة إلى أن «أي إجراء لإدارة المحطة - بما في ذلك الإجراءات المتعلقة بالتشغيل الفني لوحدات المفاعلات الست - يتطلب موافقة مسبقة من القائد الروسي»، وذكرت أن«القوات الروسية في الموقع أوقفت بعض شبكات الهاتف المحمول والإنترنت بحيث لا يمكن الحصول على معلومات موثوقة من الموقع عبر قنوات الاتصال العادية». في 9 مارس، ادعى هيرمان جالوشينكو، وزير الطاقة الأوكراني، أن القوات الروسية تحتجز العمال في محطة الطاقة كرهائن وأجبرت العديد منهم على تصوير مقاطع فيديو دعائية.